# Minnie Ruske-Leopold
Minnie Ruske-Leopold (3. Mai 1891 in Nidda, Hessen – nach 1955) war eine deutsche Opernsängerin der Stimmlage Sopran. Mit der Machtergreifung der Nationalsozialisten wurde ihre Bühnenlaufbahn in Deutschland beendet. Sie musste das Land verlassen und flüchtete 1938 in die Vereinigten Staaten.

## Leben und Werk
Minna (später auch Minni, Minnie oder Minny) Leopold stammte aus einer jüdischen Familie. Sie war die jüngste von sechs Töchtern des Pferdehändlers David Leopold (geboren 1852, Bleichenbach; gestorben 1922 Frankfurt am Main) und seiner Frau Betty, geborene Kann (geboren 1856, Mainzlar; gestorben 1939, Frankfurt am Main, begraben auf dem Alten jüdischen Friedhof Rat-Beil-Straße). Sie wuchs vermutlich in Frankfurt am Main auf, ging dann nach Berlin und nahm Gesangsunterricht bei der Koloratursopranistin Emmy Burg-Raabe (1877–1927).
Unter dem Namen Minny Leopold war sie in der Spielzeit 1912–13 am Stadttheater Nürnberg verpflichtet, anschließend, in der Spielzeit 1913–14, am Stadttheater Heidelberg. Ein erstes Gastspiel führte sie 1913 an das Théâtre de la Monnaie in Brüssel. Danach war sie zehn Jahre lang – von 1914 bis 1924 – als dramatischer Sopran am Großherzoglichen Hof- und Nationaltheater Mannheim engagiert. Hier nahm sie weiteren Unterricht bei dem Tenor Philipp Massalsky. Im November 1917 wirke sie dort an der Uraufführung von Bernhard Sekles Oper Schahrazade unter der Leitung von Wilhelm Furtwängler mit.
Im Dezember 1921 heiratete sie den Verlagsbuchhändler Carl Ruske und trat daraufhin als Minnie Ruske-Leopold auf. Im Juli 1924 verabschiedete sie sich aus Mannheim mit der Rolle der Sélica in Die Afrikanerin.
In der Spielzeit 1925–26 war sie Mitglied der Berliner Städtischen Oper. Hier wirke sie in den Premieren von Hoffmanns Erzählungen (Dezember 1925, Dirigent: Paul Dessau) und Elektra (Januar 1926, Dirigent: Bruno Walter) mit. Danach trat Ruske-Leopold nur noch gastweise auf, ein festes Engagement ist ab Herbst 1926 nicht mehr nachweisbar.
In den Jahren 1927 und 1928 wirkte die Künstlerin bei den Bayreuther Festspielen mit. Sie sang dort eine der Rheintöchter und eine der Walküren im Ring des Nibelungen (Wellgunde und Siegrune) sowie den 1. Knappen und ein Solo-Blumenmädchen im Parsifal. Sie gastierte weiters an der Semperoper von Dresden (1925), an der Staatsoper Unter den Linden in Berlin (1919, 1927 und 1928) und am Grand Théâtre von Genf (1930). In Aufführungen in der Stadsschouwburg Amsterdam übernahm sie 1928 die Siegrune, 1929 den 1. Knappen und ein Blumenmädchen und 1931 die 2. Dame in der Zauberflöte.
Zu ihren Paraderollen zählten die Leonore im Fidelio, Santuzza in Cavalleria rusticana und die Marta im Tiefland.
1933 wurde ihre Karriere in Deutschland durch die Rassenpolitik der Nationalsozialisten beendet. Im Oktober 1938 emigrierte sie in die Vereinigten Staaten.
Dort scheint sie nur noch selten aufgetreten zu sein, so in New York im Februar 1940 in einer Benefizvorstellung für europäische Emigranten der Synagoge Temple Rodeph Sholom. Ihr weiterer Lebensweg ist unbekannt.

### Repertoire (Auswahl)
| d’Albert: - Marta im Tiefland Ludwig van Beethoven: - Leonore in Fidelio Lortzing: - Berthalda in Undine Mascagni: - Santuzza in Cavalleria rusticana Meyerbeer: - Sélica in Die Afrikanerin Mozart: - Annio in La clemenza di Tito - 2. Dame in Die Zauberflöte Offenbach: - Giulietta in Hoffmanns Erzählungen - Venus in Orpheus in der Unterwelt |  | Pfitzner: - Silla in Palestrina Sekles: - Saad in Schahrazade Johann Strauss: - Saffi in Der Zigeunerbaron Richard Strauss: - Chrysothemis in Elektra Wagner: - Senta in Der fliegende Holländer - Elisabeth in Tannhäuser - Brangäne und Isolde in Tristan und Isolde - Eva in Die Meistersinger von Nürnberg - Freia und Wellgunde in Das Rheingold - Sieglinde, Siegrune und Schwertleite in Die Walküre - Gutrune in Götterdämmerung - Blumenmädchen und 1. Knappe in Parsifal |

## Tondokumente
Im Sommer 1927 wirke die Sängerin an Aufnahmen mit, die die Columbia Graphophone Company im Bayreuther Festspielhaus machte: an der Blumenmädchenszene aus dem 2. Akt des Parsifal (Dirigent: Karl Muck), dem Gesang der Rheintöchter aus Rheingold und dem Walkürengesang aus dem 3. Akt der Walküre (Dirigent: Franz von Hoeßlin).

## Gedenken

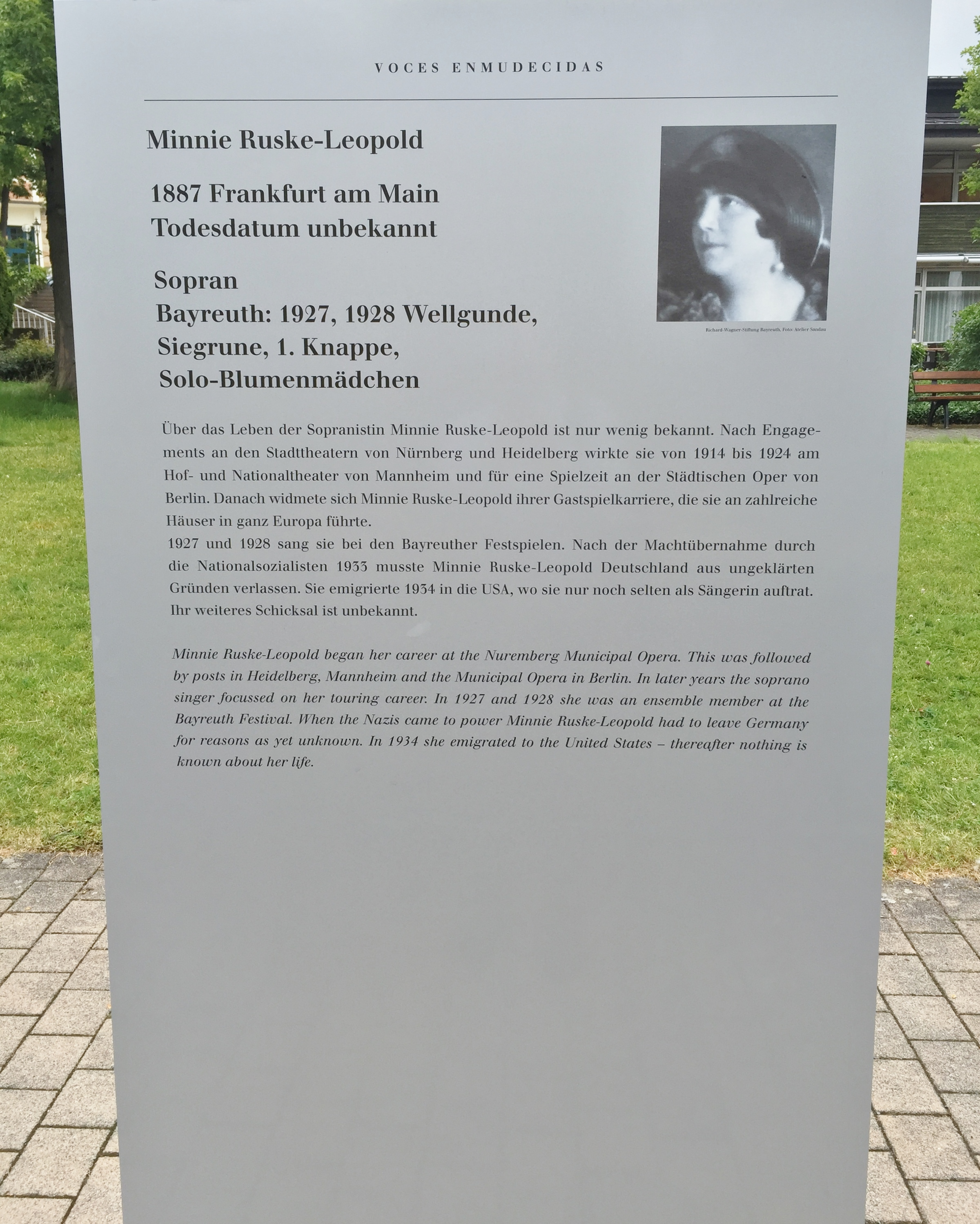
Gedenktafel für Minnie Ruske-Leopold in Bayreuth

Im Park nahe dem Festspielhaus Bayreuth wurde eine Gedenktafel mit einem Text aus dem Buch Verstummte Stimmen errichtet.